# Winchester Repeating Arms Company
Pour les articles homonymes, voir Winchester.
La Winchester Repeating Arms Company est une manufacture d'armes américaine qui a dominé l’industrie des armes légères aux États-Unis entre la fin du XIXe et le début du XXe siècle.

## Fondation
Oliver Fisher Winchester est fabricant de chemises lorsqu'il investit son argent dans la société Volcanic Repeating Arms Company de New Haven, spécialisée dans les armes à feu. Il accède à la présidence en 1857 en devenant le principal actionnaire. Il demande que les nouvelles armes soient légères (moins de trois kilogrammes) et ne soient plus à un coup. Il mise également sur la sécurité avec des cartouches métalliques plus fiables que celles en papier. Il introduit également le cran d'arrêt pour éviter les balles perdues.

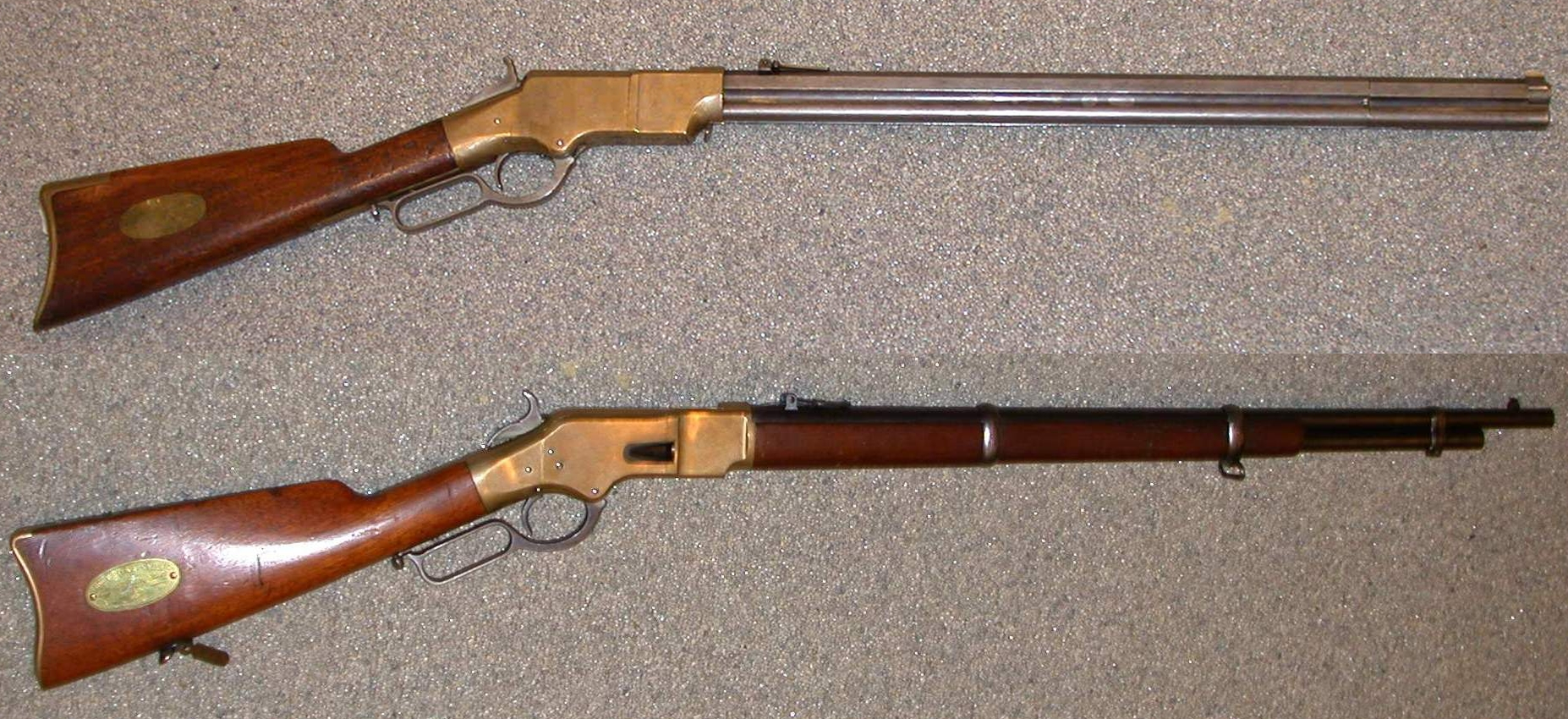
Fusil Henry 1860 et Winchester Musket 1866.

La société devient ensuite la New Haven Arms Company, Winchester embauche un armurier, Benjamin Tyler Henry, et lui demande d'affiner les mélanges de poudre et de fulminate de mercure pour améliorer la propulsion des projectiles. Il produit des canons à rayures pour affiner la précision des tirs dès 1860.
En 1861, Henry met au point le chargement par la culasse, en intégrant un magasin de 15 cartouches. Il crée ainsi le premier fusil à répétition sans barillet, arme qui portera son nom, le célèbre fusil Henry. Le succès est immédiat auprès des cow-boys et des chercheurs d'or[réf. nécessaire].
La guerre de Sécession ne réussit pas à Winchester car il n'arrive pas à faire valoir ses armes auprès de l'armée. Toutefois, il arrive à vendre 1 731 fusils Henry au gouvernement des États-Unis, et en plus de quelques centaines directement à des combattants. Cette situation se révélera plutôt une aubaine car elle l'oblige à se tourner vers d'autres marchés (exportation et vente aux particuliers) qui resteront de bons débouchés quand la guerre sera achevée.

## Les carabines Winchester
Après la guerre, Oliver Winchester prend le contrôle total et nomme la société Winchester Repeating Arms Company. Il fait évoluer le fusil Henry (ou Henry rifle) pour en faire la première carabine Winchester, le célèbre modèle Winchester 1866 surnommé Yellow Boy. Ce modèle utilisait, comme la Henry, des munitions à percussion annulaire et un magasin de chargement efficace. Immense succès avec plus de 118 000 pièces vendues entre 1866 et 1873.
Les Winchester se caractérisent par leur levier d'armement de sous-garde, mécanisme à hauteur de détente, qui permet d'éjecter la douille vide rapidement et dans un même temps de charger une nouvelle cartouche dans la chambre par un mouvement de va-et-vient du levier, actionné par le tireur. Ce principe de fonctionnement, simple et ambidextre permet une cadence de tir plus élevée que celle des armes à verrous et permet de garder la cible dans sa ligne de mire pendant le réarmement.

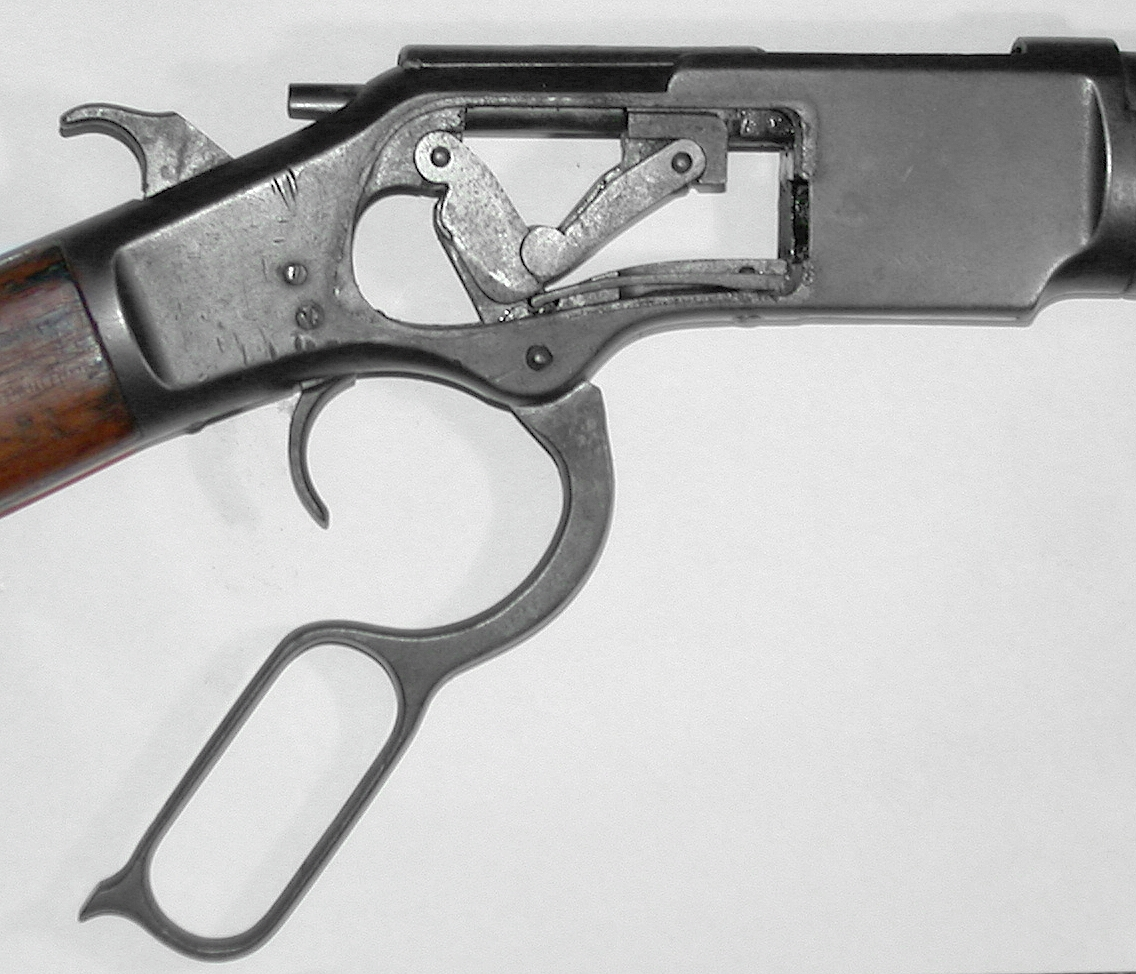
Winchester Modèle 1873, mécanisme.

Un autre modèle très populaire sort en 1873, la Winchester modèle 1873, qui utilisait des cartouches à percussion centrale. Les Winchester Modèle 66 et 73 seront toutes deux connues sous le terme The Gun That Won the West (le fusil qui a gagné l'Ouest). Des archéologues en ont retrouvé un exemplaire en 2014, appuyée sur un genévrier dans le parc national du Grand Bassin (Nevada). Elle avait été abandonnée là plus d'une centaine d'années auparavant pour des raisons inconnues.
En 1876, l'entreprise de New-Haven accède au rang de groupe d'ampleur nationale avec un chiffre d'affaires de 1 812 500 dollars et plus de 600 ouvriers. Cette même année, la firme commercialise la Winchester Modèle 1876 destinée aux chasseurs de gros gibier.

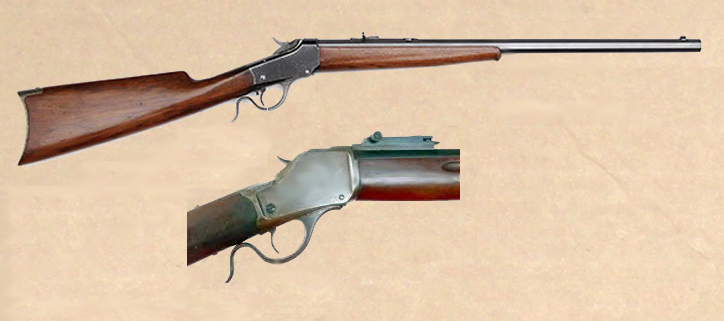
Winchester Model 1885 à un coup.

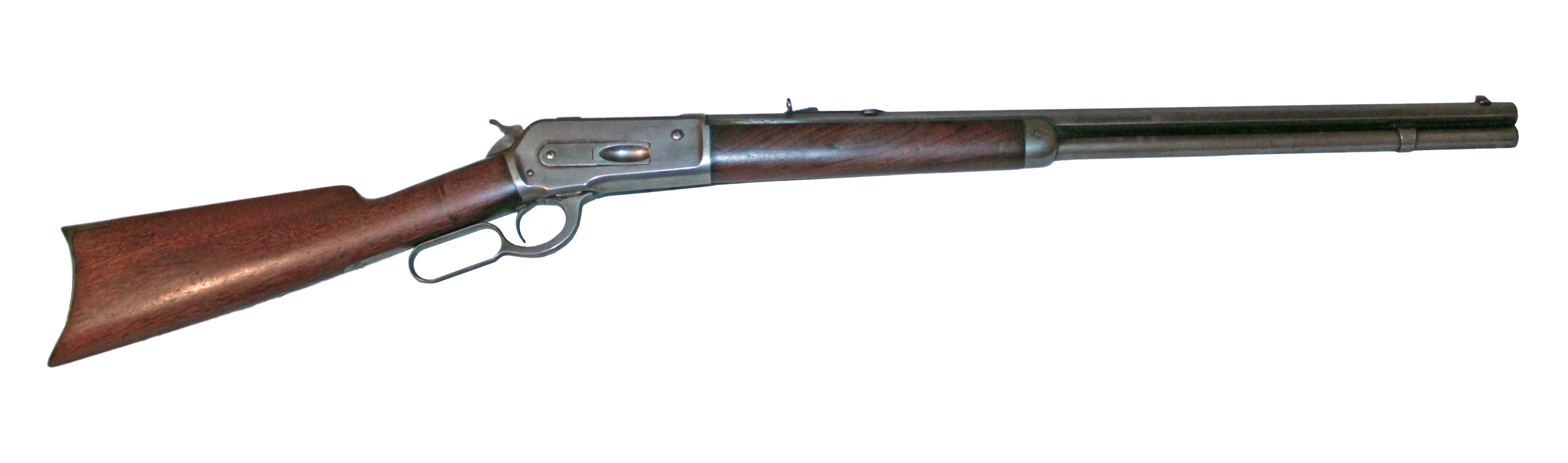
Winchester Model 1886 rifle.

À partir de 1883, John Moses Browning vend ses brevets à la société et aide à la conception des modèles 1885 à un coup, 1886 et 1892 à répétition.
En 1894, un modèle pour la chasse est mis sur le marché, conçu par John Browning, chambrant de puissants calibres comme le 32-40, 38-55 et plus tard le .30-30 WCF à poudre sans fumée : la Winchester 94. Ce sera le plus gros succès commercial de la firme, avec plus de 7 millions d'exemplaires produits. 
Celle-ci, pratique et maniable, devient l’arme du western hollywoodien. Peu importe l’année où se passe le film, tous les westerns du cinéma ou de la télévision la placent dans leur étui de selle. Certains modèles sont toujours en production actuellement.
En 1895, sort le modèle 1895, toujours à levier de sous-garde, mais dotée d'un magasin vertical et non plus tubulaire.

## Le déclin

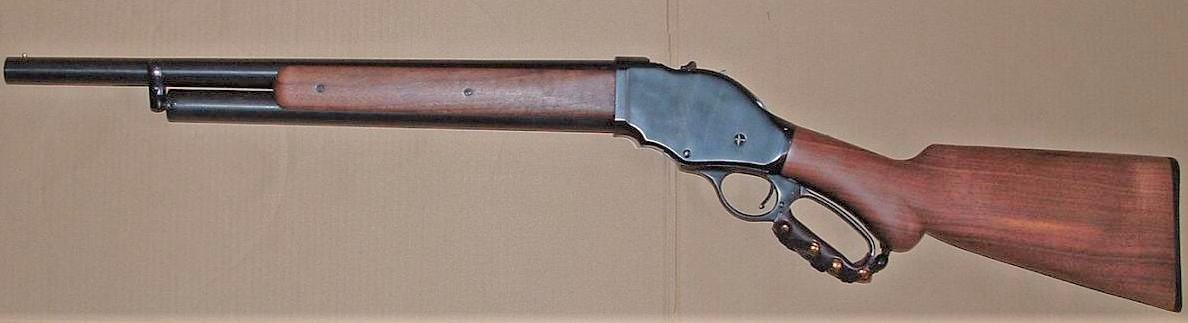
Winchester Modèle 1887 à plomb.

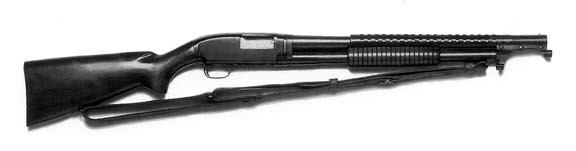
Fusil à pompe Winchester 1912.

Après avoir sorti les modèles 1887, 1893 et 1897, Browning cesse sa collaboration en 1901 avec Winchester pour se rapprocher de la FN Herstal et bien que la société conçoive encore de nombreux nouveaux modèles au cours du XXe siècle tels que le célèbre Modèle 12, utilisé par l'US Army, l’âge d’or est terminé.
En 1981, la société devient U.S. Repeating Company puis est rachetée par la FN Herstal.

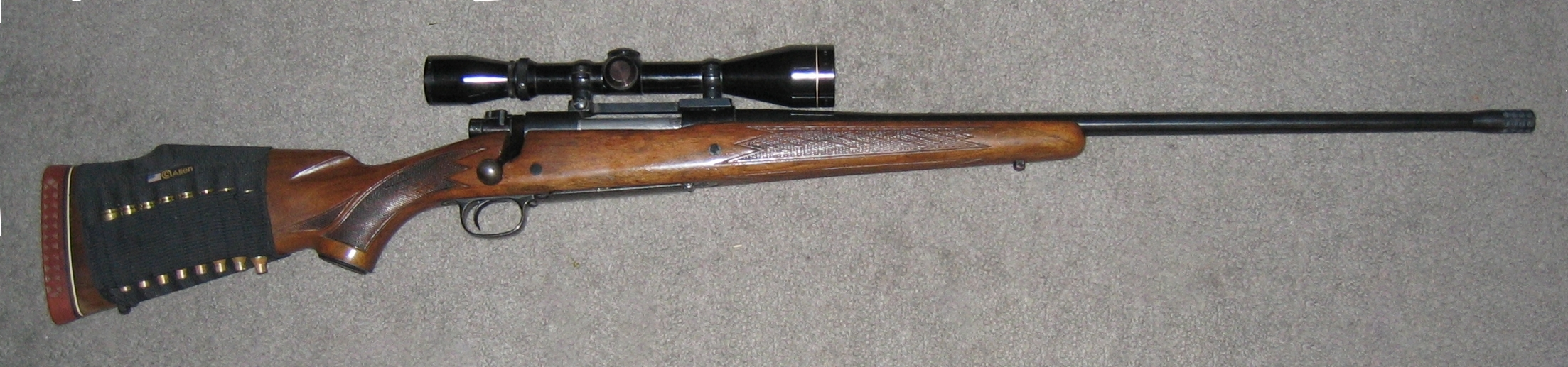
Une carabine Winchester Model 70 avec lunette et cartouchière de crosse.

Winchester reste une marque reconnue d’armes et de munitions et des milliers de passionnés possèdent ses modèles récents, comme le Winchester modèle 70, ou historiques.